# Chepina Peralta
Lucía Josefina Sánchez Quintanar conocida como Chepina Peralta (Ciudad de México, 20 de octubre de 1930- Ibidem, 2 de abril de 2021) fue una cocinera mexicana, pionera en cocinar en televisión en diversos programas como La Cocina de Chepina, Cocinando con Chepina, Chepina en tu cocina, Su menú diario, Sal y Pimienta y Chepina y su menú pando.

## Biografía
Nació en la Ciudad de México el 20 de octubre de 1930, siendo sus padres Rafel Sánchez Uribe y Estela Quintanar. Inició su carrera en 1967, sin estudios de cocina o de conducción, mencionó que sabía cocinar "como muchas amas de casa de la década de los 60: "por obligación" un segmento de 15 minutos diarios en televisión abierta. En 1972, para aprender de platillos y recetas, tomó clases con distintos chefs, viajó por México y asistió a lecciones de nutrición en el Hospital de La Raza.
Realizó 7300 programas de televisión, por Imevisión, Canal 13, Utilísima; 9000 de radio XEW, Radio red, Radio Fórmula y ser autora de revistas de cocina y 13 libros, desde 1997. Ha participado en conferencias sobre gastronomía y nutrición. 
En 1990 fue Asesora Académica de la Universidad Popular Autónoma del Estado de Puebla. En 1998 fue vicepresidenta de Comunicación de la Cámara Nacional de la Industria de Restaurantes y Alimentos Condimentados (Canirac).
En mayo de 2017 se realizó un homenaje en su honor en el Festival Internacional de Gastronomía y Vino de México.
Falleció el 2 de abril de 2021 a los 90 años de edad.

## Reconocimientos
- Salón de la Fama de Gastronomía
- Actividad Profesional al Servicio de la Gastronomía. II Congreso Mundial de Gastronomía. 1996
- 17 años en la radio y televisión dedicados a la divulgación de los valores de nuestra cocina. Casa Pedro Domeq. 1984
- Labor como vocera de la Gastronomía. Politécnico de Guanajuato. 2010
- 28 años de carrera en Televisión. TV AZTECA. 1995
- Aportación a la gastronomía mexicana. Cofradía de la Mayora Mexicana AC. 2003
- Contribución a nuestra Gastronomía y por su dedicación a la salud el público. Federación de Clubes Jalicienses del Sur de California.  2010
- Premio por el mejor programa de turismo gastronómico. SECTUR. 2002
- Por 30 años de trayectoria. CANIRAC. 1998
- Por 35 años de trayectoria. Con sello de mujer - TV AZTECA. 2003

## Libros
- Las mejores recetas de mi programa
- Cocina para la recién casada
- Los niños cocinan
- Rápido y fácil
- 60 menús para todo el año
- Sabroso, nutritivo y barato
- Repostería
- Mis 25 años en televisión
- Crepas
- Diabetes: el placer de comer, entre otros